# Bayano (Los Santos)
Bayano es un corregimiento ubicado en el distrito de Las Tablas en la provincia panameña de Los Santos. En el año 2023 tenía una población de 608 habitantes y una densidad poblacional de 5,1 personas por km².